# Транспортная инфраструктура Киева

## Краткие общие сведения
К числу транспортных магистралей города Киева относятся автотранспортные магистрали, железнодорожные пути сообщения и водные пути сообщения. Особо важную роль в транспортном сообщении имеют мосты через Днепр, а во внутригородских пассажирских перевозках — метрополитен.

## Киевский метрополитен
Играет важнейшую роль в транспортной системе города. Имеет три действующие линии, суммарная длина которых составляет 66,1 км. К услугам пассажиров 52 станции с тремя пересадочными узлами в центре города. Строится четвёртая линия.

## Автотранспортные магистрали

### Общие сведения
- Через Киев проходят три автомобильных трассы международного значения: Е95 «С.-Петербург — Одесса», Е40 — Киев-Чоп и Е373 — Киев-Ягодин (госграница).
- Общая протяжённость автотранспортных магистралей, расположенных в черте города, то есть проспектов, улиц, бульваров и т. п. составляет около 2000 км (точных данных нет). Большинство из них было проложено в советские времена, и на то время они вполне отвечали требованиям пропускной способности. Однако сейчас, в условиях постоянного роста количества единиц автотранспорта (1 млн на 01.09.2008), их пропускная способность оказывается явно недостаточной, вследствие чего заторы на улицах Киева, особенно в часы пик, стали обыденным явлением. Несмотря на проведённые недавно реконструкции и расширение проезжей части (Севастопольская площадь, проспект Валерия Лобановского, Демиевская площадь, бульвар Николая Михновского, мост Патона, Дарницкая площадь, Соломенская улица и др.), при существующих ныне организации движения и низкой культуре водителей заторы регулярно возникают не только на основных магистралях, но и на расположенных вблизи от них небольших улицах, которые стараются использовать в качестве объезда.

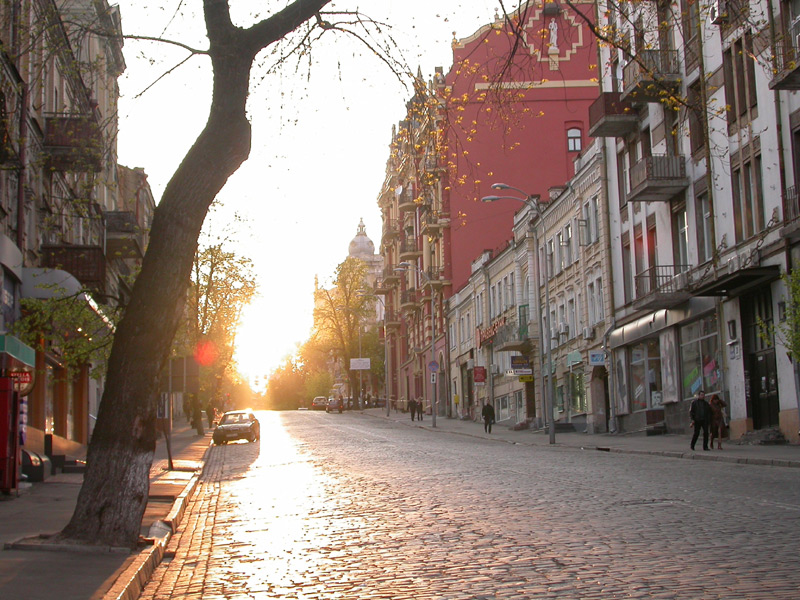
Улица Прорезная, мощёная булыжником

- Подавляющее большинство дорог имеет асфальтированное покрытие, которое в настоящее время в удовлетворительном либо хорошем состоянии находится лишь на основных магистралях и недавно проложенных либо реконструированных дорогах. Брусчатка — дорожное покрытие из булыжника сохранилось на некоторых центральных улицах, в том числе:
  - Андреевский спуск
  - Владимирский спуск
  - Подольский спуск
  - Смородиновский спуск (в крайне неудовлетворительном состоянии — сведения от 17.10.2008 г.)
  - Локомотивная улица (в крайне неудовлетворительном состоянии — сведения от 18.10.2006 г.)
  - Шелковичная улица
  - улица Богдана Хмельницкого
  - Владимирская улица
  - Европейская площадь
  - улица Михаила Грушевского
  - Прорезная улица
  - Большая Васильковская улица
  - Лютеранская улица
  - улица Архитектора Городецкого
  - улица Владимира Сальского

### Основные автотранспортные магистрали
Система магистралей Киева представляет собой сочетание двух систем — радиально-кольцевой в правобережной части и прямоугольной, вытянутой вдоль Днепра — в левобережной.

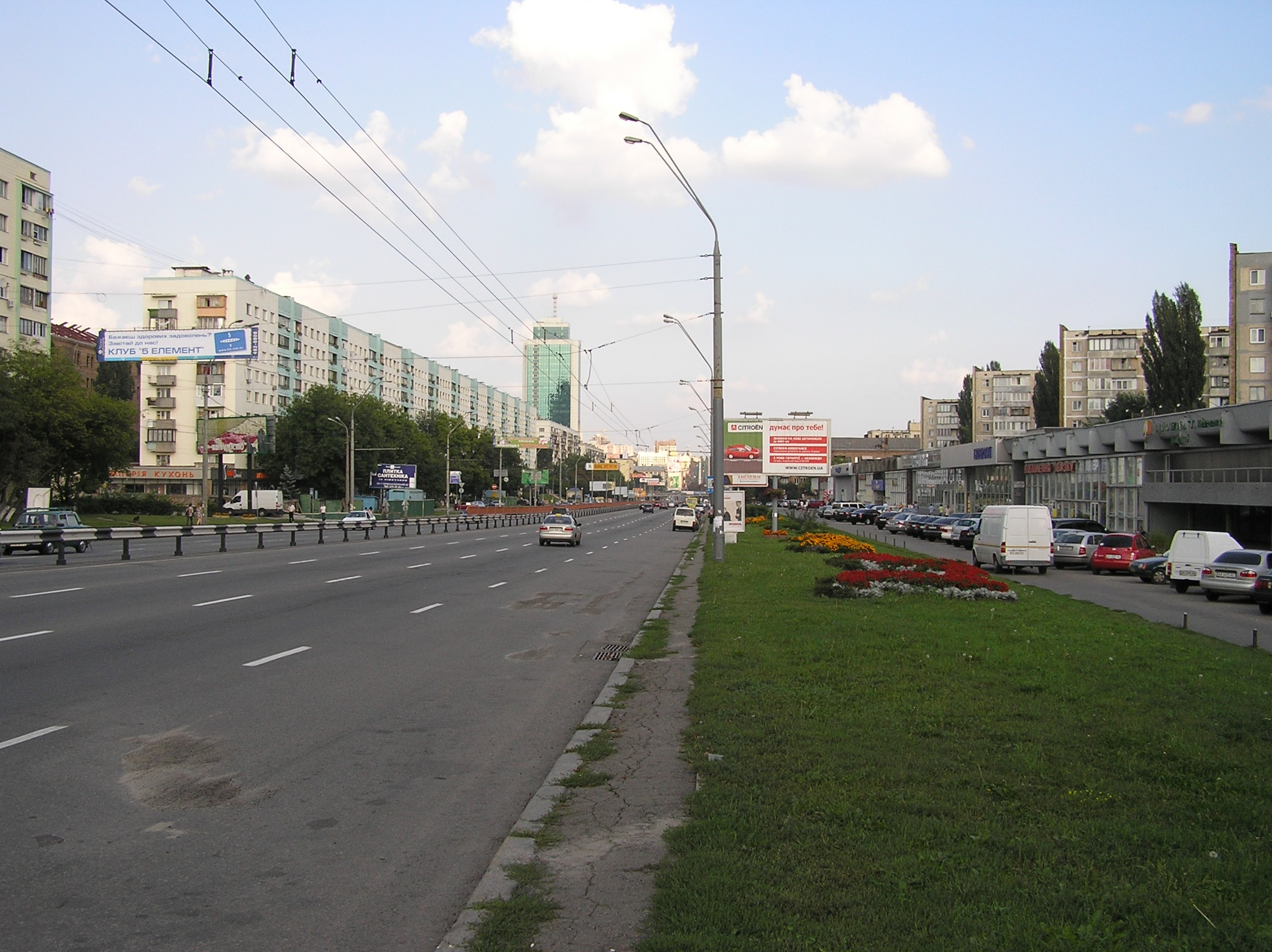
Берестейский проспект

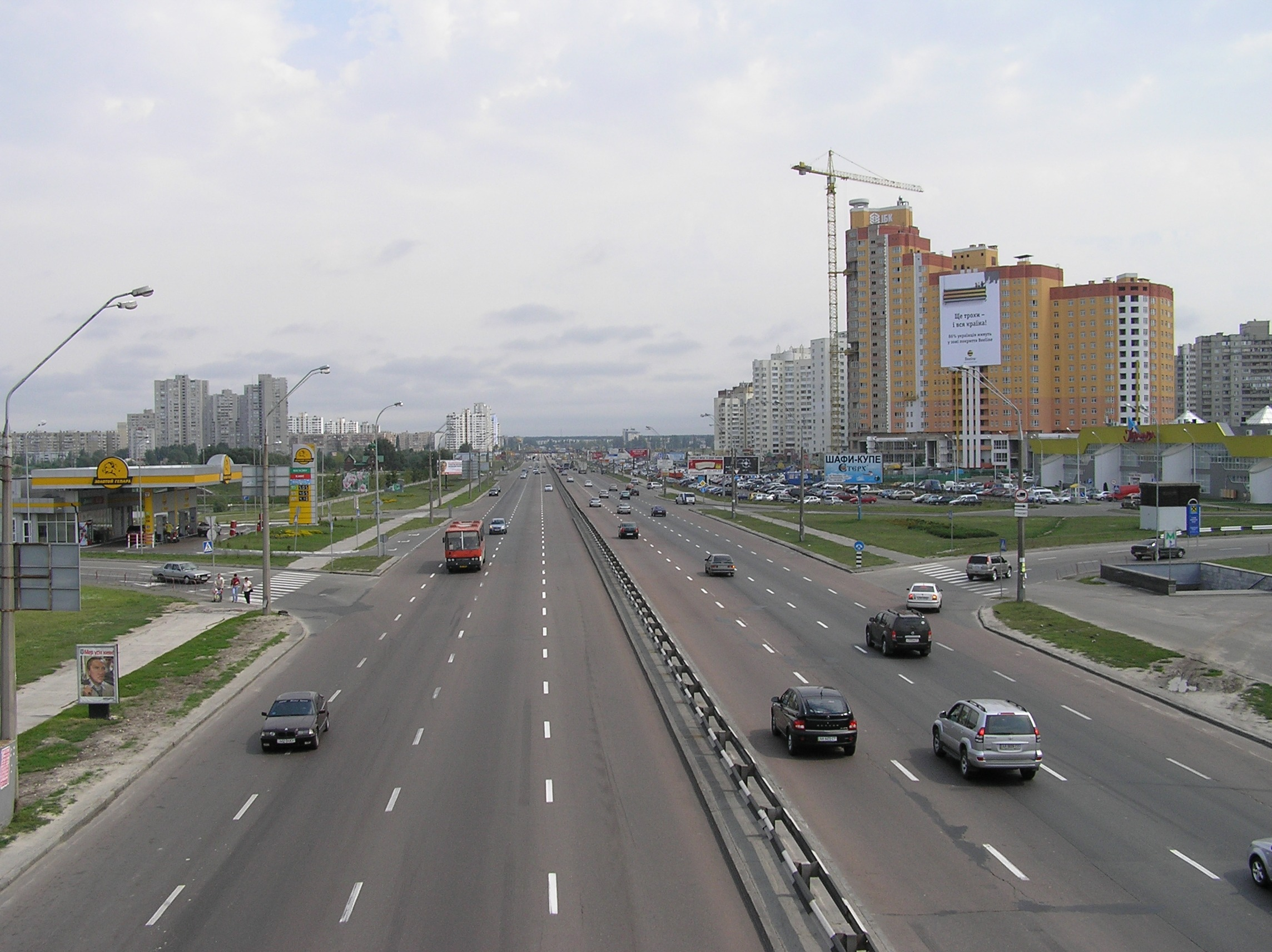
Проспект Бажана

#### Кольцевые магистрали

##### Малая окружная автомобильная дорога
От Шулявского путепровода, по часовой стрелке:
- улица Александра Довженко (бывшая Новоокружная), проложена в 1950-е годы;
- улица Олены Телиги (бывшие Новоокружная, Демьяна Коротченко), проложена в 1950-е годы;
- проспект Степана Бандеры (бывшие улица Красноказачья, проспект Красных Казаков, Московский проспект), перепланирован в 1976 году;
- Северный мост (бывший Московский), открыт в 1976 году;
- проспект Романа Шухевича (бывшие Новый проспект, проспект Генерала Ватутина), проложен в 1970-е годы;
- Братиславская улица, проложена в 1969 году;
- улица Гната Хоткевича (бывшая Красногвардейская), проложена в 1950-е годы;
- проспект Юрия Гагарина (бывшая Диагональная улица Соцгорода), проложен в 1950-е годы;
- проспект Соборности (бывший Проспект Воссоединения), проложен в 1950-е годы;
- мост Патона, открыт в 1953 году;
- бульвар Николая Михновского (бывшый Дружбы народов), проложен в 1950-е годы;
- проспект Валерия Лобановского (бывшие: улица Семёна Палия, улица Совская,  Краснозвёздный проспект), перепланирован в 1980-е годы;
- Чоколовский бульвар (бывший бульвар Ленина), проложен в 1950-е годы;
- улица Вадима Гетьмана (бывшие улицы: Окружная, Индустриальная), проложена в 1950-е годы.

##### Большая окружная автомобильная дорога
От развязки со Столичным шоссе, по часовой стрелке:
- улица Академика Заболотного, проложена в 1960-е годы;
- Кольцевая дорога, проложена в 1960-е годы;
- проспект Академика Палладина (быв. 4-я просека, Новобеличанская улица), перепланирован в 1970-е годы;
- Городская улица, проложена в 1970-е годы;
- участок через Пуще-Водицкий лес, проложен в 2000-е годы.

#### Радиальные магистрали
Северное направление:
- Богатырская улица.

Северо-северо-западное направление:
- Набережно-Луговая улица;
- Новоконстантиновская улица;
- Кирилловская улица/улица Семёна Скляренко/Автозаводская улица;
- Вышгородская улица/Автозаводская улица;
- Минское шоссе.

Северо-западное направление:
- Большая Житомирская улица;
- улица Сечевых Стрельцов;
- улица Юрия Ильенко;
- улица Академика Щусева;
- улица Стеценко.

Западное направление:
- бульвар Тараса Шевченко;
- Берестейский проспект;
- Брест-Литовское шоссе.

Юго-западно-западное направление:
- Борщаговская улица;
- проспект Любомира Гузара;
- проспект Леся Курбаса.

Юго-западное направление:
- Голосеевский проспект;
- проспект Академика Глушкова.

Южное направление:
- Набережное шоссе;
- Надднепрянское шоссе;
- Столичное шоссе.

Юго-восточное направление:
- Сапёрно-Слободская улица;
- проспект Николая Бажана;
- Бориспольское шоссе.

Восточное направление:
- Броварской проспект.

Внутренние магистрали:
- Воздухофлотский проспект;
- улица Вячеслава Черновола;
- улица Даниила Щербаковского;
- улица Ивана Выговского;
- проспект Правды;
- улица Ивашкевича;
- Луговая улица;
- бульвар Перова;
- Харьковское шоссе;
- бульвар Леси Украинки;
- Большая Васильковская улица/улица Антоновича;
- Улица Михаила Бойчука;
- улица Крещатик;
- проспект Науки.
- Хордовая магистраль — планируется к строительству от Харьковского шоссе до Кольцевой дороги вдоль Южного железнодорожного полукольца. На данное время сооружён участок от Березняков до Надднепрянского шоссе.

## Железнодорожные пути сообщения

### Краткие исторические сведения
Первой железнодорожной веткой, проложенной к Киеву была ветка Балта — Киев, являющаяся продолжением ветки Одесса — Балта. Её строительство было начато в 1866 году и завершено к 1870-му. Тогда же была проложена и ветка Курск — Киев, которая была введена в эксплуатацию после завершения строительства железнодорожного моста через Днепр (см. Дарницкий мост). Регулярное движение поездов было открыто 18 февраля 1870 года. Таким образом было создано нынешнее Южное железнодорожное полукольцо. Строительство Северного полукольца было начато в начале XX века ещё при имперской власти, а завершено в 1927 году постройкой Рыбальского моста и смыканием с Южным полукольцом. В 1972 однопутное Северное полукольцо стало двупутным. Последним масштабным железнодорожным событием стало открытие Дарницкого автомобильного-железнодорожного моста в 2010 году.

### Ныне существующие железнодорожные пути
В настоящее время железнодорожные пути Киева имеют пять магистральных направлений: Фастовское (юго-запад), Коростеньское (северо-запад), Нежинское (северо-восток), Гребёнковское (юго-восток) и Мироновское (юг); Мироновская ветка — однопутная;
 а также Северное полукольцо, проходящее через ст. Почайна и Киев-Днепровский от ст. Киев-Волынский и ст. Святошино до ст. Дарница и Южное полукольцо от ст. Киев-Волынский через Киев-Пассажирский до ст. Дарница. Все магистральные железные дороги электрифицированы переменным током, напряжение в контактной сети 25 кВ. Помимо магистральных, существует ветка от ст. Почайна до Вышгорода и множество местных железнодорожных путей промышленного назначения.

## Железнодорожные станции, расположенные в черте города
- Киев-Пассажирский
- Киев-Товарный
- Киев-Волынский
- Борщаговка
- Борщаговка-Техническая
- Святошино
- Грушки
- Почайна
- Киев-Днепровский
- Киев-Демеевский
- Дарница
- Киев-Лиски
- Петра Кривоноса

Все станции относятся к Юго-Западной железной дороге. На станциях, не отмеченных как грузовые либо технические, имеются остановочные пункты пригородных электропоездов.

### Железнодорожные вокзалы

#### Станция Киев-Пассажирский
Ки́ев-Пассажи́рский (укр. Київ-Пасажирський)

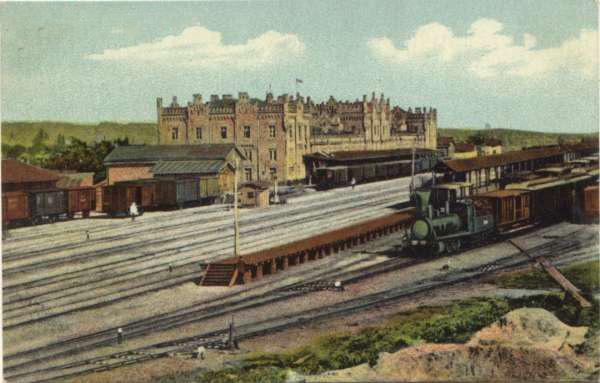
Киев-Пассажирский в XIX веке

- Первый вокзал в Киеве был сооружён по проекту арх. И. Вишневского в 1868-70 годах, его здание было оформлено в неоготической стилистике. К началу XX века он представлялся морально устаревшим, и перед Первой мировой войной был принят проект строительства на его месте нового крупного вокзала (автор — арх. В.Щуко). На время реконструкции действовал временный деревянный одноэтажный вокзал, располагавшийся северо-западнее, в конце нынешней ул. Старовокзальной. Реализацию проекта Щуко остановила революция и гражданская война. На заложенных к тому времени фундаментах в 1928-32 годах было сооружено нынешнее здание Центрального вокзала по проекту арх. А.Вербицкого, соединившему конструктивистские формы с мотивами украинского барокко. Восстановлено после Второй мировой войны с изменением интерьера. В 2001 году была проведена масштабная реконструкция вокзала на станции Киев-Пассажирский, построен Южный вокзал. Объект был сдан к 24.08.2001, однако достройка велась ещё на протяжении трёх лет.
- Ныне на этой станции существует три вокзала: Центральный, Пригородный и Южный. Центральный и Южный вокзалы соединены между собой мостовым переходом, проходящим над путями и составляют единое целое.
- Вокзал на ст. Киев-Пассажирский обслуживает все поезда дальнего следования, маршруты которых проходят через Киев. C Пригородного вокзала отправляются поезда пригородного и межобластного сообщения, следующие в направлении Фастова и Коростеня. Пригородные поезда в Нежинском, Гребёнковском и Мироновском направлениях чаще всего отправляются с Северных платформ.
- Центральный и Пригородный вокзалы расположены возле Вокзальной площади, по противоположную сторону которой находятся Северные платформы. Южный имеет выход на ул. Лукашевича. Возле Пригородного вокзала находится ст. метро «Вокзальная»

#### СтанцияДарница
- В прежние времена на этой станции был железнодорожный вокзал, обслуживавший пригородные поезда и некоторые поезда дальнего следования. Играл важнейшую роль в пассажирских железнодорожных перевозках для левобережной части Киева.
- В настоящее время находится в состоянии глобальной реконструкции, точные сроки завершения которой неизвестны. В данный момент действует Пригородный вокзал станции Дарница.

#### Платформа Караваевы Дачи
- Реконструкция платформы Караваевы Дачи, где прежде вокзала не было, была начата в начале 2003 года. Вокзал был сдан в эксплуатацию в 2005 году, а полностью завершён — в 2006-м.
- Находится на мосту между улицей Вадима Гетьмана (быв. Индустриальная) и Чоколовским бульваром.
- Имеет 2 входа/выхода, билетные кассы, зал ожидания, 3 посадочные платформы, 5 путей.
- Обслуживает электропоезда пригородного и межобластного сообщения.

#### Другие вокзалы
- Небольшие вокзальные помещения станционного типа имеются на станциях Киев-Волынский и Киев-Демеевский.

## Водные пути сообщения
- В настоящее время имеют более историческое, нежели практическое значение.
- В момент основания Киева выбор географического местоположения во многом был обусловлен наличием крупной транспортной артерии — р. Днепр, по которой пролегал древний торговый путь «Из варяг в греки». Водный транспорт имел важное стратегическое значение вплоть до появления железных дорог, оставаясь единственным видом транспорта для перевозки крупных грузов.
- Во времена Киевской Руси судоходной рекой в Киеве был не только Днепр, но ещё Лыбедь и Почайна. Многочисленные мелкие реки, протекавшие по территории современного города и обычно пересыхавшие к концу лета, дали названия улицам и даже целым районам: Наводница, Глубочица, Клов, Сырец. В настоящее время все мелкие реки пересохли или ушли под землю. Лыбедь заключена в коллектор и используется для отвода сточных вод, её подземные притоки создают большие проблемы при строительстве метрополитена. От Почайны остался каскад озёр на Оболони, а в её старом устье в районе речного порта всё так же размещается гавань.
- Во времена СССР по Днепру осуществлялась регулярная навигация. Ходили не только грузовые суда, но выполнялись и пассажирские рейсы, как дальнего следования, так и пригородные («речной трамвай», он же — «водный трамвай»).
- В наши дни пассажирские рейсы по Днепру считаются нерентабельными — выполняются в основном прогулочные и туристические. Однако для транспортировки крупных грузов фарватер Днепра по-прежнему используется.
- Речной порт находится вблизи Почтовой площади. Причалы ранее располагались вдоль набережной — от Почтовой пл. до ст. метро Днепр.
- В Киеве также есть свой судостроительный завод — «Кузница на Рыбальском», расположенный на Рыбальском острове.

## Мосты через р. Днепр
- Исторически сложилось так, что Киев, изначально основанный на правом берегу р. Днепр, в послевоенные годы стал расширяться также за счёт строительства новых жилых массивов на левом берегу (Дарница была присоединена к Киеву ещё в 1923 году). В настоящее время левобережная часть Киева составляет около трети всего города и постоянно увеличивается за счёт новостроек на массивах Троещина и Позняки. Поэтому мосты через Днепр имеют важное стратегическое значение не только для страны в целом, но и для жизни города.
- В настоящее время существует 8 мостов, связывающих левый и правый берег, из них 3 железнодорожных, 5 автотранспортных и один пешеходный. По двум из автотранспортных осуществляется также движение поездов метро.

### Исторические сведения
- Первый капитальный мост через Днепр — Николаевский цепной мост — был сооружён в 1853 году. Мост был взорван поляками при отступлении в 1920 году. В 1925 году по проекту Е. О. Патона мост был восстановлен и перестроен, после чего получил название Мост имени Евгении Бош.
- Строительство металлического железнодорожного моста было начато в 1870 году под руководством военного инженера А. Е. Струве — Дарницкий мост на кессонном основании. Второй железнодорожный мост — Рыбальский — начали строить в 1915 году, закончили сооружение в 1929 году.
- В районе нынешнего моста Патона существовал также деревянный Наводницкий мост. В конце 1930-х годов было начато строительство капитального металлического автодорожного Наводницкого моста на опорах на кессонном основании. Во время Великой Отечественной войны все мосты через р. Днепр были разрушены.
- Во время оккупации нацистами были восстановлены оба железнодорожных моста, на опорах недостроенного капитального Наводницкого моста был построен временный мост фон Рейхенау, наведены несколько понтонных мостов. Осенью 1943 года ввиду наступления Красной армии все мосты были взорваны нацистами вновь.
- После освобождения Киева 6 ноября 1943 года были сооружены временные деревянные мосты. Исторические сведения о ныне действующих мостах — см. в соответствующих подразделах.

### Железнодорожные мосты

#### Дарницкий мост
- Сооружение металлического Железнодорожного моста в Киеве по проекту инженера А.Струве было завершено в 1870 году; на то время этот мост длиной 1068 м считался крупнейшим из подобных сооружений в Европе. Во время Великой Отечественной войны был взорван вначале отступающими войсками Красной армии в 1941 году, восстановлен, а затем вновь окончательно разрушен гитлеровцами в 1943 году. В 1949 году примерно на том же месте построен действующий Дарницкий мост. Требует капитального ремонта; рядом с ним введен в эксплуатацию дублирующий Дарницкий железнодорожно-автомобильный мостовой переход (2011).
- Протяжённость — около 1,5 км.

#### Рыбальский мост
- Сооружён в 1929 году. Во время ВОВ был разрушен, а после освобождения Киева, в 1945 году, восстановлен.
- По мосту проходит лишь одна железнодорожная колея; разъезды между о.п. Оболонь и о.п. Троещина.
- Мост является вспомогательным — в настоящее время он используется лишь для грузовых железнодорожных перевозок, за исключением курсирующих несколько раз в сутки через станцию Почайна пригородных электропоездов.

#### Дарницкий автомобильно-железнодорожный мостовой переход
Неофициально известен также как «Мост Кирпы», по имени инициатора его строительства министра транспорта Украины Г. Н. Кирпы.
- Железнодорожная часть моста запущена — 27 сентября 2010 года.
- Автомобильная часть запущена частично 17 декабря 2010 года в направлении с левого берега на правый. 31 марта 2011 года автомобильная часть моста открыта в обоих направлениях.
- Протяжённость — 1066 метров, длина автомобильных подходов — 15 километров.
- На мосту 2 железнодорожные колеи и 6 полос движения автотранспорта.
- Посредством этого моста осуществляется регулярное железнодорожное сообщение в восточном направлении (Харьков, Донецк, Москва и др.). Также через него осуществляется транзитное сообщение многих международных поездов.

### Автотранспортные мосты

#### Мост им. Е. О. Патона
- Введён в эксплуатацию в 1953 г.
- Металлический, цельносварной, балочной конструкции, на кессонном основании. Протяжённость — 1543 м, состоит из 26-ти пролётов. Ширина проезжей части — 21 м.
- Своё название получил в честь принимавшего непосредственное участие в проектировании и строительстве академика Е. О. Патона.
- Является старейшим из ныне действующих автотранспортных мостовых переходов, связующим левый и правый берег Киева.
- По мосту была проложена трамвайная колея, по которой осуществлялось регулярное движение трамваев между центром и левобережными районами — Дарницей, Русановкой и Воскресенским массивом. К настоящему времени демонтирована и заменена дополнительной автомобильной реверсной полосой движения для увеличения пропускной способности моста в часы пик.
- Является продолжением проспекта Соборности — части трассы Е95.

#### Мост Метро
- Открыт 5 ноября 1965 года.
- Представляет собой двухъярусную конструкцию для движения поездов метро (верхний ярус) и автотранспорта (нижний ярус).
- Расположен вблизи места расположения ранее существовавших Николаевского цепного моста и Моста Евгении Бош.

#### Северный мост
- Открыт 3 декабря 1976 года. До 2018 года носил название «Московский мост».
- Состоит из трёх частей: вантового моста через Днепр длиной 816 м, моста через р. Десёнка и путепровода над проспектом Героев Сталинграда (Оболонь) длиной 55 м. С момента открытия на мосту было по три полосы для движения автотранспорта в каждом направлении. В августе 2005 года за счёт сужения их ширины была добавлена реверсивная полоса. Ввиду повышенной аварийности на мосту 24 декабря 2007 года реверсивная полоса была заменена на разделитель-отбойник, а благодаря ещё большему сужению полос на мосту организовывается движение по четырём полосам в каждом направлении.
- Расположен в северной части Киева, южнее ж/м Оболонь. Соединяет правобережную часть города с массивами Вигуровщина-Троещина и Радужный.
- По мосту 5 ноября 1983 года введена в эксплуатацию троллейбусная линия (м-т № 29).

#### Южный мост
- Один из киевских долгостроев. Строительство моста было начато в 1983 году, а ввод в эксплуатацию состоялся лишь к началу 90-х.
- Самый широкий и высокий мостовой переход в Киеве. Длина — 1270 м, ширина — 40 м.
- По мосту проходит линия метро (Сырецко-Печерская линия).
- Расположен на юге города (за что и получил своё название). Соединяет ул. Сапёрно-Слободскую, Столичное шоссе, станцию метро «Выдубичи» (правый берег) с проспектом Бажана (левый берег, массивы Харьковский, Позняки).
- По мосту проходит международная трасса Е40.

#### Подольско-Воскресенский мост
- Строительство начато в 2003 году.
- Запланирован как совмещённый мост для автомобильного движения на верхнем уровне и поездов на нижнем уровне с арочным пролётом центральной части.
- Состоит из пяти частей — мост через Гавань, подъездной мост через Гавань со стороны Верхнего и Нижнего валов, мост через основное русло Днепра, мост через Десёнку и эстакады через Труханов остров и урочище Горбачиха. На мосту будут сооружены три станции метро Подольско-Вигуровской линии — «Судостроительная», «Труханов остров» и «Залив Десёнка».
- Сроки открытия моста неоднократно переносились.

#### Русановский метромост
- Совмещенный авто- и метромост через Русановскую протоку, открыт 5 ноября 1965 года.
- Является продолжением моста Метро.
- По мосту проходит Святошинско-Броварская линия метро.

#### Гаванский мост
- Автомобильный мост через Гавань, является продолжением Набережно-Рыбальской улицы.
- В 2007 году открыто одностороннее автомобильное движение.
- 23 октября 2010 года введен в полную эксплуатацию.